# Kupa na Bălgarija 2013-2014

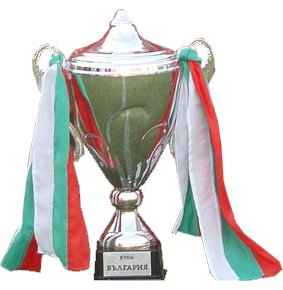
Coppa di Bulgaria

La Coppa di Bulgaria 2013-2014 è stata la 92ª edizione del torneo. La competizione è iniziata il 17 settembre 2013 ed è terminata il 15 maggio 2014. Il Ludogorec ha vinto il trofeo per la seconda volta nella sua storia.

## Sedicesimi di finale
Le gare di andata si sono giocate il 17, il 18 settembre e il 9 ottobre 2013, invece quelle di ritorno il 9, 10, 12, 13 e 23 ottobre 2013.
| Squadra 1        | Totale          | Squadra 2              | Andata | Ritorno     |
| ---------------- | --------------- | ---------------------- | ------ | ----------- |
| CSKA Sofia       | 7 – 3           | Haskovo                | 6 – 2  | 1 – 1       |
| Šumen            | 0 – 13          | PSFK Černomorec Burgas | 0 – 4  | 0 – 9       |
| Beroe            | 8 – 2           | Vidima-Rakovski        | 3 – 0  | 5 – 2       |
| Botev Galabovo   | 1 – 2           | Rakovski 2011          | 1 – 0  | 0 – 2 (dts) |
| Botev Vraca      | 1 – 1 (2-4 dcr) | Montana                | 1 – 0  | 0 – 1       |
| Botev Plovdiv    | 9 – 0           | Neftohimik Burgas      | 6 – 0  | 3 – 0       |
| Slavia Sofia     | 8 – 1           | Pirin Razlog           | 4 – 0  | 4 – 1       |
| Marek Dupnica    | 0 – 2           | Černo More Varna       | 0 – 0  | 0 – 2       |
| Bansko           | 1 – 3           | Vitosha Bistritsa      | 1 – 1  | 0 – 2       |
| Ljubimec 2007    | 1 – 1 (gfc)     | Lokomotiv Plovdiv      | 1 – 1  | 0 – 0       |
| Akademic Svištov | 1 – 3           | Sozopol                | 0 – 2  | 1 – 1       |
| Oborishte        | 2 – 3           | Dobrudža               | 2 – 2  | 0 – 1       |
| Levski Sofia     | 9 – 0           | Pirin Goce Delčev      | 4 – 0  | 5 – 0       |
| Liteks Loveč     | 8 – 3           | Spartak Varna          | 5 – 1  | 3 – 2       |
| Kaliakra         | 1 – 5           | Lokomotiv Sofia        | 1 – 2  | 0 – 3       |
| Ludogorec        | 6 – 2           | Dunav Ruse             | 4 – 1  | 2 – 1       |

## Ottavi di finale
Le gare di andata si sono giocate il 6, 7, 13, 14 e 16 novembre 2013, invece quelle di ritorno il 15, 16, 17, 19, 23 novembre e il 19 dicembre 2013.
| Squadra 1         | Totale          | Squadra 2              | Andata | Ritorno |
| ----------------- | --------------- | ---------------------- | ------ | ------- |
| Sozopol           | 1 – 8           | Liteks Loveč           | 1 – 2  | 0 – 6   |
| Lokomotiv Sofia   | 3 – 2           | Slavia Sofia           | 1 – 2  | 2 – 0   |
| Černo More Varna  | 0 – 1           | Botev Plovdiv          | 0 – 0  | 0 – 1   |
| Lokomotiv Plovdiv | 5 – 1           | Vitosha Bistritsa      | 5 – 0  | 0 – 1   |
| Montana           | 2 – 3           | PSFK Černomorec Burgas | 1 – 3  | 1 – 0   |
| Ludogorec         | 3 – 2           | Beroe                  | 2 – 1  | 1 – 1   |
| Rakovski 2011     | 1 – 5           | Dobrudža               | 1 – 1  | 0 – 4   |
| CSKA Sofia        | 0 – 0 (6-7 dcr) | Levski Sofia           | 0 – 0  | 0 – 0   |

## Quarti di finale
Le gare di andata si sono giocate tra il 12 marzo e il 16 marzo 2014, invece quelle di ritorno tra il 19 marzo e il 2 aprile 2014.
| Squadra 1       | Totale      | Squadra 2              | Andata | Ritorno |
| --------------- | ----------- | ---------------------- | ------ | ------- |
| Lokomotiv Sofia | 4 – 2       | PSFK Černomorec Burgas | 1 – 0  | 3 – 2   |
| Liteks Loveč    | 2 – 4       | Ludogorec              | 1 – 2  | 1 – 2   |
| Dobrudža        | 0 – 5       | Lokomotiv Plovdiv      | 0 – 3  | 0 – 2   |
| Levski Sofia    | 3 – 3 (gfc) | Botev Plovdiv          | 3 – 1  | 0 – 2   |

## Semifinali
Le gare di andata si sono giocate il 16 aprile 2014, invece quelle di ritorno il 23 aprile 2014.
| Squadra 1     | Totale | Squadra 2         | Andata | Ritorno |
| ------------- | ------ | ----------------- | ------ | ------- |
| Ludogorec     | 2 – 1  | Lokomotiv Plovdiv | 2 – 0  | 0 - 1   |
| Botev Plovdiv | 4 – 1  | Lokomotiv Sofia   | 3 – 1  | 1 – 0   |

## Finale
| Arbitro: | Georgie Yordanov |

|            |           |  |
| Bezjak 58’ | Marcatori |  |